# Souad Aït Salem
Souad Aït Salem, née le 6 janvier 1979 à Méchria en Algérie, est une athlète algérienne, spécialiste des courses de fond. Championne d'Afrique du 10 000 mètres en 2000, elle détient plusieurs records d'Algérie, allant du 3 000 mètres au marathon.

## Biographie

### Débuts
Souad Aït Salem commence sa carrière internationale en participant à l'épreuve junior des championnats du monde de cross-country 1997. La même année elle devient championne d'Algérie du 5 000 mètres.
Elle remporte son premier titre international aux championnats d'Afrique d'athlétisme 2000, qui se déroulent à Alger. C'est la première fois qu'une Algérienne remporte l'épreuve du 10 000 mètres. Elle termine cinquième de l'édition suivante.
En 2003, elle participe aux championnats de France du 10 000 m à Marseille et établit un nouveau record national en 32 min 28 s 14.
Elle bat aussi celui du 5 000 m en 15 min 18 s 76.
Sa participation aux championnats du monde se solde par une élimination en séries du 5 000 m.

### 2004-2008
Souad Aït Salem progresse en 2004 avec deux nouveaux records en juillet : 32 min 13 s 15 aux championnats d'Espagne à Mataró puis 15 min 15 s 54 lors de la KBC Night of Athletics. Elle dispute les deux épreuves aux Jeux olympiques.
Après une victoire au 10 000 m des Jeux méditerranéens de 2005, elle connaît une saison 2006 riche en records. Elle court le semi-marathon de Marrakech en 1 h 10 min 26 s. Elle participe au marathon Alexandre le Grand et établit un record d'Algérie avec 2 h 28 min 25 s. Au meeting d'Alger elle termine deuxième du 3 000 m derrière la Marocaine Mariem Alaoui Selsouli en 8 min 47 s 99. Le 8 juillet 2006 elle réalise le meilleur temps de sa carrière sur 5 000 m : 15 min 7 s 49 au meeting Gaz de France de Saint-Denis.
En 2007, elle offre à l'Algérie sa seule médaille d'or d'athlétisme des Jeux africains lorsqu'elle remporte le titre au semi-marathon, en battant entre autres l'Éthiopienne Atsede Bayisa. Elle remporte le marathon de Rome en battant le record de l'épreuve.
En 2008, elle remporte le semi-marathon Rome-Ostie pour la deuxième fois consécutivement. Elle conclut l'olympiade avec une 9e place sur marathon à Pékin, son meilleur classement à ce niveau.

### Nouveaux podiums
Souad Aït Salem renoue avec les podiums internationaux en 2013, avec deux médailles aux Jeux méditerranéens.
En 2014, elle remporte le marathon de Hanovre ; elle récidive en 2015.
Elle est médaillée de bronze du 10 km aux Jeux africains de plage de 2023 à Hammamet.

## Palmarès
| Date | Compétition                 | Lieu     | Résultat | Épreuve       | Temps           |
| ---- | --------------------------- | -------- | -------- | ------------- | --------------- |
| 1998 | Championnats arabes juniors | Damas    | 1re      | 5 000 m       | 17 min 32 s 1   |
| 1998 | Championnats arabes juniors | Damas    | 3e       | 1 500 m       | 4 min 52 s 9    |
| 2000 | Championnats d'Afrique      | Alger    | 1re      | 10 000 m      | 34 min 2 s 28   |
| 2003 | Championnats panarabes      | Amman    | 1re      | 10 000 m      | 34 min 47 s 73  |
| 2003 | Championnats panarabes      | Amman    | 1re      | 5 000 m       | 16 min 8 s 6    |
| 2004 | Jeux panarabes              | Alger    | 1re      | 5 000 m       | 16 min 02 s 14  |
| 2004 | Jeux panarabes              | Alger    | 1re      | 10 000 m      | 33 min 27 s 58  |
| 2004 | Jeux panarabes              | Alger    | 1re      | Semi-marathon | 1 h 16 min 32 s |
| 2005 | Jeux méditerranéens         | Almería  | 1re      | 10 000 m      | 32 min 55 s 48  |
| 2007 | Jeux africains              | Alger    | 1re      | Semi-marathon | 1 h 13 min 35 s |
| 2008 | Jeux olympiques             | Pékin    | 9e       | Marathon      | 2 h 28 min 29 s |
| 2011 | Championnats panarabes      | Al-Aïn   | 2e       | semi-marathon | 1 h 12 min 19 s |
| 2013 | Jeux méditerranéens         | Mersin   | 3e       | 10 000 m      | 33 min 19 s 34  |
| 2013 | Jeux méditerranéens         | Mersin   | 2e       | Semi-marathon | 1 h 13 min 54 s |
| 2023 | Jeux africains de plage     | Hammamet | 3e       | 10 km         | 33 min 26 s     |

### Records
| Épreuve       | Performance         | Lieu        | Date            |
| ------------- | ------------------- | ----------- | --------------- |
| 3 000 m       | 8 min 47 s 99 (NR)  | Alger       | 22 juin 2006    |
| 5 000 m       | 15 min 7 s 49 (NR)  | Saint-Denis | 8 juillet 2006  |
| 10 000 m      | 32 min 13 s 15 (NR) | Mataró      | 23 juillet 2004 |
| Semi-marathon | 1 h 9 min 15 s (NR) | Rome-Ostie  | 24 février 2008 |
| Marathon      | 2 h 25 min 8 s (NR) | Rome        | 18 mars 2007    |